# American Playhouse
American Playhouse je americký antologický televizní seriál, vysílaný v letech 1982 až 1993 na stanici PBS a tvořený různými televizními filmy. Premiéra první epizody nazvané The Shady Hill Kidnapping proběhla 12. ledna 1982 a jejím režisérem byl Paul Bogart. V různých dalších filmech této série hráli například Christopher Walken, Susan Sarandonová nebo John Malkovich a mezi režiséry byli Jonathan Demme a Ralph Bakshi.